# 海野謙次郎
海野 謙次郎（うんの けんじろう、1846年5月2日（弘化3年4月7日）- 1913年（大正2年）10月16日）は、幕末から明治期の大庄屋・銀行家・政治家。衆議院議員、三重県会議長。

## 経歴
伊勢国安濃郡粟加村（三重県安濃郡明合村大字粟加村、協和村、安濃村、安芸郡安濃村、安濃町を経て現津市安濃町粟加）で生まれる。津藩士・野田竹渓に師事し漢学を修めた。大庄屋役を務める。
廃藩置県後、小区戸長に就任。安濃郡書記、明合村会議員、所得税調査委員、所得税審査委員などを務める。1880年（明治13年）11月、三重県会議員に選出され1900年（明治33年）3月まで在任し、この間、同常置委員、同副議長、同議長（4期）なども務めた。
1902年（明治35年）8月、第7回衆議院議員総選挙の三重県郡部（立憲政友会所属）で初当選し、第8回総選挙でも再選された。1904年（明治37年）3月の第9回総選挙では次点で落選したが、速水熊太郎の死去に伴い、同年11月4日、繰上補充となり、衆議院議員に3期在任した。この間、衆議院懲罰委員長、政友会協議員などを務めた。
また、1895年（明治28年）8月、伊勢銀行設立に際し取締役頭取に就任し、1898年（明治31年）12月、三重県農工銀行が設立され取締役に就任した。

## 国政選挙歴
- 第3回衆議院議員総選挙（三重県第1区、1894年3月、無所属）落選[12]
- 第5回衆議院議員総選挙（三重県第1区、1898年3月、自由党）落選[13]
- 第7回衆議院議員総選挙（三重県郡部、1902年8月、立憲政友会）当選[9]
- 第8回衆議院議員総選挙（三重県郡部、1903年3月、立憲政友会）当選[9]
- 第9回衆議院議員総選挙（三重県郡部、1904年3月、立憲政友会）次点落選[9]。その後、繰上補充[3]。